# Echinopogon
Echinopogon là một chi thực vật có hoa trong họ Hòa thảo (Poaceae).

## Loài
Chi Echinopogon gồm các loài: